# Amine (Tunisie)
Pour les articles homonymes, voir Amine.
L'amine est, en Tunisie pendant l'époque beylicale et le protectorat français, un délégué élu par les membres de la corporation de son corps de métier. Il est investi officiellement par décret. Il sert également d'expert auprès des tribunaux.
Sa fonction de représentant de sa corporation l'amène à servir d'intermédiaire entre ouvriers et patrons en cas de désaccord. Si le désaccord porte sur le prix d'un travail, c'est lui qui fixe le prix correct. En cas de désaccord avec un client, c'est lui qui reçoit les plaintes et arbitre.
Les amines sont aussi chargés de la vérification des poids et mesures.
Dans chaque marché, il y a, selon l'importance du marché, un ou plusieurs amines qui s'assurent de la qualité de toutes les marchandises mises en vente et saisissent celles qui leur paraissent impropres à la consommation.